# Иван Ангов
Иван Тодоров Ангов е български революционер, деец на Вътрешната македоно-одринска революционна организация и просветен деец.

## Биография
Ангов е роден в 1882 година в Петрич. През 1900 година завършва българското педагогическо училище в Сяр и открива училище в село Смолари, в което преподава. Влиза в конфликт с патриаршеските власти, заради което е преследван и затварян.
През 1901 година влиза във ВМОРО, в която членуват баща му и двамата му братя, и става куриер. Тодоровият хан – собственост на фамилията е свърталище на всички революционни дейци в Петричко. От 1905 до Младотурската революция през 1908 година лежи в солунския затвор Едикуле. През 1910 година открива училище в село Никудин. През същата година е избран за член на ръководството на Петричкото околийско учителско дружество.
През октомври 1912 година Ангов става член на околийското управление в новоосвободения Петрич, а през 1914 година е секретар бирник на Петричката община. През същата година е сред основателите на местното читалище „Братя Миладинови“ и член на първото му настоятелство. Многократно е избиран за член на общинския съвет в града. През 1924 година Ангов е сред учредителите на тютюнева кооперация „Самуилова крепост“, заедно с Илия Бижев и други, а през 1925 година на водния синдикат „Струмешница“. След 1925 година преподава в Долене и Баскалци.
Ангов умира през 1937 година в София.